# Rugby a 15 nel 1984

## Attività Internazionale

### Incontri Celebrativi
- Completamento dell'Arms Park:

| Cardiff 7 aprile 1984 | Galles XV | 27 – 17 | Presidents XV | (Arms Park) |

- 75° dello stadio di Twickenham :

| Londra 29 settembre 1984 | Inghilterra XV | 10 – 27 | Presidents XV | (Twickenham) |

### Altri test
| Vise 14 marzo 1984 | Belgio | 6 – 16 | British Army |  |

| Suva 30 giugno 1984 | Figi | 17 – 10 | Samoa |  |

| Londra 1º settembre 1984 | Harlequins | 20 – 42 | Barbarian francesi | Twickhenham |

| Vise 24 ottobre 1984 | Belgio | 6 – 0 | British Army |  |

| Grenoble 1º novembre 1984 | Bataillon de Joinville | 22 – 44 | French Barbarians |  |

| Mons 3 novembre 1984 | Belgio | 22 – 9 | Galles (Distretti) |  |

| Vise 28 novembre 1984 | Belgio | 15 – 12 | Royal Air Force |  |

| 1984 | Bulgaria | 6 – 12 | Germania Est |  |

| 1984 | Germania Est | 3 – 51 | Unione Sovietica |  |

| 1984 | Germania Est | 9 – 6 | Bulgaria |  |

| Bulawayo 1984 | Zimbabwe XV | 56 – 7 | Kenya |  |

## La Nazionale Italiana
L'impresa più importante di una squadra azzurra non avviene ad opera dalla squadra maggiore, ma dell'Under-19 di Pierato e Carnovali, che battendo la Francia, si aggiudica a Varsavia, il Torneo FIRA, campionato europeo continentale di Categoria (mancavano all'epoca le squadre britanniche).
Anche le altre squadre giovanili si fanno onore con i successi dell'Under 16 sull'Inghilterra e dell'Under 15 sul Galles (a Cardiff !).

Il rugby è in grande crescita, anche mediatica, in Italia.

## I Barbarians
La selezione ad inviti dei Barbarians ha disputato i seguenti match:
| Northampton 7 marzo 1984 | East Midlands | 16 – 23 | Barbarians |  |

| Newport 2 ottobre 1984 | Newport RFC | 46 – 20 | Barbarians | Rodney Parade |

| Cardiff 15 dicembre 1984 | Australia XV | 37 – 30 | Barbarians | Arms Park |

| Leicester 27 dicembre 1984 | Leicester Tigers | 35 – 11 | Barbarians | Welford Road |

## Campionati nazionali
- Africa:

| Sudafrica | Currie Cup | Western Province |

- Oceania:

| Nuovo Galles del Sud | Shute Shield                     | Randwick |
| Queensland           | Premier Rugby                    | Brothers |
| Australia            | Campionato per Club              | Brothers |
| Nuova Zelanda        | National Provincial Championship | Auckland |

- Americhe:

| Argentina   | Interprovinciale       | Buenos Aires      |
| Argentina   | Camp. di Buenos Aires  | San Isidro        |
| Brasile     | Campionato             | Niterói (RJ)      |
| Canada      | Campionato Provinciale | British Columbia  |
| Stati Uniti | Campionato             | Dallas Harlequins |

- Europa:

| Irlanda          | Interprovinciale         | Leinster        |
| Galles           | Campionato               | Pontypool RFC   |
|                  | WRU Challenge Cup        | Cardiff RFC     |
| Inghilterra      | Coppa                    | Bath Rugby      |
|                  | Campionato delle Contee  | Gloucestershire |
| Francia          | Campionato               | Beziers         |
|                  | Challenge Yves du Manoir | Narbonne        |
| Italia           | Campionato               | Petrarca Padova |
| Scozia           | Campionato dei distretti | South           |
|                  | Campionato               | Hawick          |
| Unione Sovietica | Campionato               | VVA             |
|                  | Coppa                    | Aviator         |
| Romania          | Campionato               | Steaua Bucarest |
| Portogallo       | Coppa                    | Benfica         |
| Spagna           | Spagna (Copa del Rey)    | CD Arquitectura |
|                  | Campionato               | Santboiana      |